# Сплошь негодяи в доме
Сплошь негодяи в доме (англ. Rogues in the House) — один из рассказов американского писателя Роберта Говарда о знаменитом персонаже — варваре Конане из Киммерии.

## История публикаций
- 1934 год — январский номер журнала «Weird Tales» .
- 1934 год — «Terror by night», Selwyn & Blount
- 1946 год — «Skull-face and others», Arkham House
- 1961 год — «More not at night», Arrow,
- 1976 год — «Rogues in the house», Grant
- 2000 год — " The Conan chronicles " Volume 1, Millennium
- 2002 год — «Complete Conan of Cimmeria» Volume 1, Wandering Star
- 2003 год — «The coming of Conan the cimmerian», Del Rey
- 2008 год — «Rogues in the house», Dodo Press

## Описание сюжета
Дело происходит в городе Аренджуне королевства Заморы в Хайборийскую Эру. На придворном балу верховный жрец Митры Набонидус, подлинный правитель страны, вручает коробочку молодому аристократу Мурило. Дома тот открывает коробочку и видит в ней ухо камергера, у которого он купил государственные секреты. Мурило понимает, что обречён, если ему не удастся умертвить жреца. Он спешит в тюрьму, находит там варвара Конана, ожидающего казни за убийство жреца-провокатора, и обещает ему освобождение, если тот убьёт Набонидуса. Однако стража арестовывает охранника Аттикуса, который должен был освободить Конана. Отчаявшийся Мурило спешит к дому жреца, чтобы самому убить его. Он находит тело сторожевой собаки и слуги Набонидуса, врывается в покои жреца и видит чудовищную обезьяну, надевшую халат Набонидуса. Мурило лишается чувств и приходит в себя лишь в подвале дома.
Тем временем Конан убивает нового стражника и выходит на свободу. Убив любовника предавшей его шлюхи и бросив её саму в выгребную яму, Конан решает выполнить просьбу аристократа и попадает в подвал дома Набонидуса по сточному туннелю, едва не став жертвой внезапно перекрывшей туннель решётки. Он встречает Мурило, оба выбираются из подвала и находят раненого Набонидуса. Тот рассказывает, что у него есть слуга по имени Тхак из племени человекообразных обезьян, живущих в горах. Набонидус воспитал Тхака, но тот копил злобу и однажды взбунтовался против своего благодетеля. Набонидус и Мурило заключают перемирие. 
Наблюдая за Тхаком через потайное окно, герои видят как он, проявляя почти человеческую смекалку, расправляется с шайкой заговорщиков-сепаратистов, которые также пришли убить Набонидуса. Герои спешат к спальне жреца, но оказываются в ловушке. Конан нападает на Тхака из засады, пронзая чудовище кинжалом, и убивает его. Жрец заявляет, что истребит Конана и Мурило и готовится привести в действие одну из своих ловушек, но Конан бросает в него тяжёлый стул, убив жреца на месте.

## Персонажи
- Конан — молодой варвар из суровой страны Киммерии, попавший в тюрьму из-за убийство жреца (по совместительству скупщика краденного и шпиона дворцовой стражи), предавшего его.
- Мурило — молодой аристократ, приближённый короля, продававший государственные тайны враждебной державе.
- Набонидус — багряный Жрец, фактически правитель государства.
- Тхак — получеловек-полуобезьяна, слуга и телохранитель Набонидуса. Нечто вроде йети.

## Адаптация
Рассказ был адаптирован Ройем Томасом и Барри Смитом для выпуска
№11 комикс-журнала Conan the Barbarian издательства Marvel Comics.